# VOC-mentaliteit
De VOC-mentaliteit is een term die in 2006 werd geïntroduceerd door de Nederlandse minister-president Jan Peter Balkenende. Balkenende reageerde met zijn uitspraak op Femke Halsema tijdens de algemene politieke beschouwingen van 28 september naar aanleiding van de Miljoenennota voor het jaar 2007 in de Tweede Kamer tijdens de Algemene beschouwingen over de opbloei van de werkgelegenheid.

Ik begrijp niet waarom u hier zo negatief en vervelend over doet. (...) Laten we blij zijn met elkaar! Laten wij optimistisch zijn! Laten we zeggen: Nederland kan het weer! Die VOC-mentaliteit, over grenzen heen kijken, dynamiek! Toch?
— Jan-Peter Balkenende, Algemene beschouwingen 2006

Balkenende verwees hiermee naar de Vereenigde Oostindische Compagnie (VOC). Dit handelsbedrijf, de eerste naamloze vennootschap met vrij verhandelbare aandelen ter wereld met vestigingen in meerdere landen, werd door Balkenende gezien als een bedrijf met handelsgeest, daadkracht en durf.

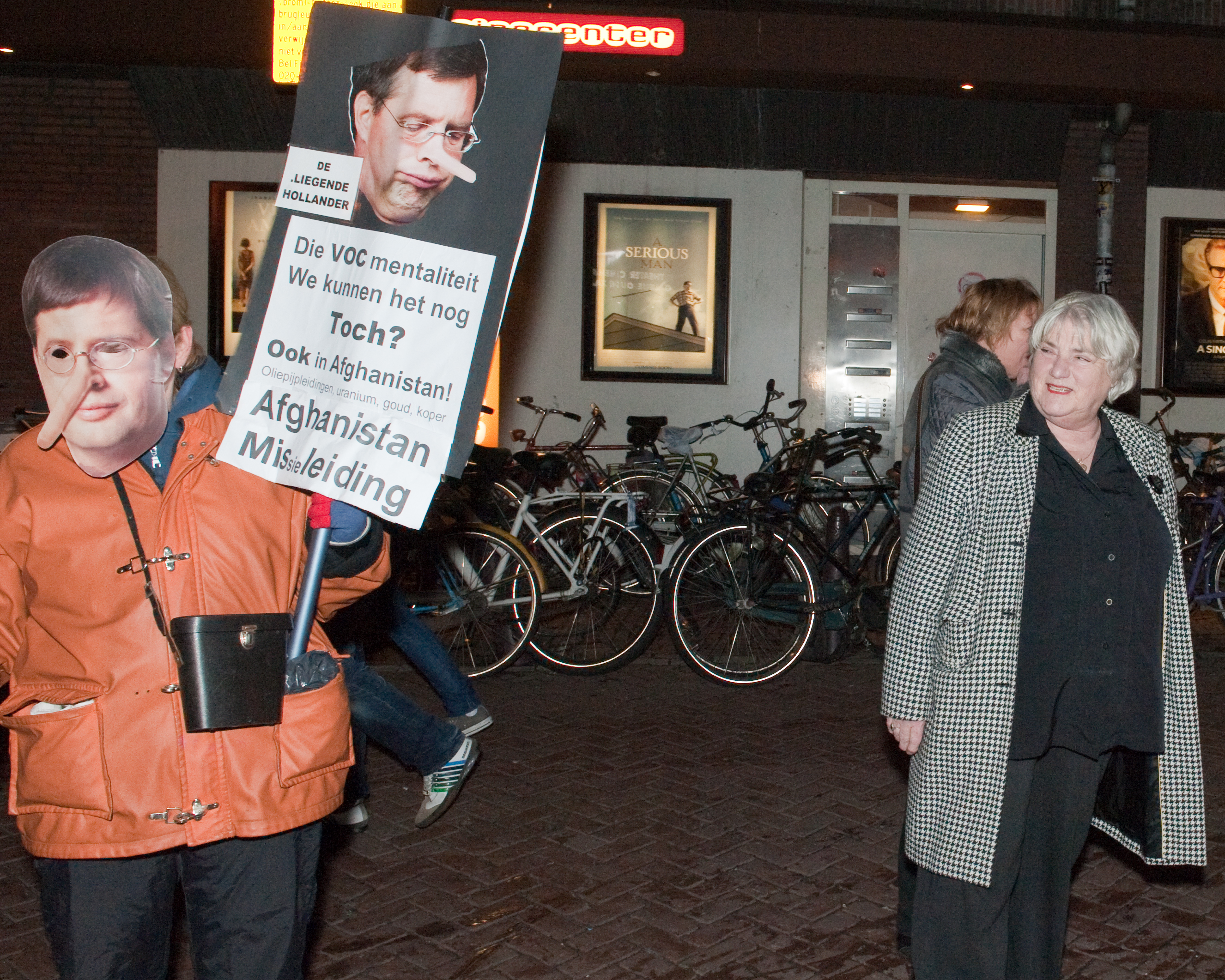
Demonstratie met een verwijzing naar de VOC-mentaliteit

Door anderen werd het geassocieerd met een gewelddadige handelwijze en kolonisatie. Zo zei SP-leider Jan Marijnissen: "De VOC-tijd kende nogal wat rooftochten. Ook is de kolonisatie door de Nederlanders toen ontstaan, zoals Indonesië. Als onze premier zegt dat hij terug wil naar de VOC-tijd, kan dat gek overkomen in het buitenland."
Het was niet de eerste keer dat Balkenende sprak over een 'VOC-mentaliteit': op 26 april 2006 gebruikte hij de term toen hij de Nederlandse creatieve industrie roemde, een dag later omschreef hij ermee de handelwijze van John de Mol en in juni 2006 zei hij: "Ik wil weer een VOC-mentaliteit".
De uitspraak van Balkenende bracht Hans Goedkoop op het idee om een televisieserie over de Gouden eeuw te maken.